# LV148
LV148はドイツの自動車メーカーを中心として策定された自動車の車載電源の規格。

## 概要
鉛蓄電池を使用する場合のバッテリーの電圧は42Vとなる。欧州では環境規制の強化を受けて、自動車の燃費向上が模索されていた。従来のディーゼルエンジン等の効率の向上は現時点での技術的な限界に直面しつつあり、新たな燃費向上の手段として車載電源電圧の高圧化によるマイルドハイブリッドが提案された。2011年にフォルクスワーゲン、ポルシェ、アウディ、ダイムラー、BMWによって48Vの電源規格であるLV148が策定された。現時点で日本の自動車メーカーは規格の策定に参加しておらず、規格の内容も完全には公開されておらず、規格策定から締め出された場合、新たな非関税障壁となる可能性も危惧される。